# إنجين أريك
إنجين أريك (بالإنجليزية: Engin Arik) (2007-1948) هي عالمة فيزياء الجسيمات تركية، كانت أستاذة ورئيسة مجموعة فيزياء الطاقة العالية التجريبية في جامعة بوغازجي، ونائبة رئيس الجمعية الفيزيائية التركية، وعملت على تجربة أطلس في سيرن (CERN) المنظمة الأوروبية للأبحاث النووية.

## التعليم
ولدت في إسطنبول 14أكتوبر سنة 1948، وتخرجت من مدرسة أتاتورك الثانوية للبنات سنة 1965، حصلت على درجة البكالوريوس في الرياضيات والفيزياء سنة 1969 من جامعة إسطنبول، ثم حصلت على الماجستير سنة 1971 والدكتوراه سنة 1976 في فيزياء الطاقة العالية التجريبية من جامعة بيتسبرغ، الولايات المتحدة الأمريكية.
أجرت دراسات مابعد الدكتوراه في كلية ويستفليد في جامعة لندن.

## الحياة العملية
عند تخرجها عملت مساعد طالب في قسم الفيزياء النظرية في جامعة إسطنبول، ثم عملت باحثا مساعدا في قسم الفيزياء في جامعة بيتسبرغ، ومن ثم عملت باحثا مساعدا في جامعة لندن، وبعد عودتها إلى تركيا عام  1979 أصبحت عضوا في هيئة التدريس في جامعة بوغازجي، ثم تركت الجامعة للعمل مع شركة التحكم في البيانات (Control Data) لمدة عامين، ثم أصبحت أستاذة في جامعة بوغازجي سنة 1988.
كلفتها الحكومة التركية بين عامي (1997-2000) بتمثيل تركيا في جلسات معاهدة الحظر الشامل للتجارب النووية التي عقدت في الوكالة الدولية للطاقة الذرية التابعة للأمم المتحدة في فيينا، النمسا.

## دراسةالثوريوم
لم تقتصر إنجين أريك على دراسة الفيزياء التجريبية، فقد اشتهرت بآرائها ودراساتها حول معدن الثوريوم والذي تقول عنه أنه يحتوي على احتياطات مهمة جدًا في تركيا وينبغي أن تكون حلًا نظيفًا واقتصاديًا لمشكلة الطاقة، فمن وجهة نظرها قالت أنه عندما تتاح لتركيا الفرصة لإنتاج الكهرباء بالثوريوم سيكون لديها مصدر طاقة يعادل تريليونات براميل النفط وذكرت أن تركيا غنية بالثوريوم وأنها تجري أبحاثًا حول إنشاء مفاعلات نووية تعمل بالثوريوم.

## الوفاة
بسبب عملها ومشروعها التي كانت تسعى فيه أن تكون تركيا عضوًا كامل العضوية وليس مراقبًا في منظمة سيرن (CERN) المنظمة الأوروبية للأبحاث النووية، وردت أقوال أنها اغتيلت وذلك عندما كانت على متن طائرة ركاب حيث تحطمت الطائرة بالقرب من منطقة جوكوركا في منطقة كيشيبورلو في أسبرطة وكان على متن الطائرة 50 راكبًا و7من أفراد الطاقم ولا ناجيين من تحطم الطائرة، وهناك أقوال أنه تم اسقاط الطائرة من قبل الموساد أو وكالة استخبارات أخرى. تم دفن انجين أريك في مقبرة الشهداء أديرني كابي.

## أقوال
عضو هيئة التدريس بجامعة بوسطن أ.د.الدكتور إرهان غولمز قال عن أريك:
«كانت امرأة قوية في العلوم، قامت بتدريب طلاب الدكتوراه في المعامل الدولية بالخارج على المنصة التركية، وكانت مؤهلة للحصول على جائزة نوبل عند الانتهاء من المشروع الذي كانت تعمل عليه».